# Great Again
"Great Again"  es el undécimo episodio y final de temporada de la séptima temporada de la serie de antología American Horror Story. Se emitió el 14 de noviembre de 2017, en FX. El episodio fue escrito por Tim Minear y dirigido por Jennifer Lynch.

## Trama
Kai (Evan Peters) organiza una reunión, durante la cual informa a sus devotos que la "Mil noches de Sharon Tates" se ha rebajado a cien, aunque sigue convencido de que todavía habrá suficiente indignación pública para promover su ascenso político. Los devotos reunidos practican sus matanzas con sandías. Más tarde, mientras prepara una ensalada con las sandías, Beverly (Adina Porter) confía a Ally (Sarah Paulson) que originalmente tenía la intención de ser la última persona viva, poco antes de rogarle a Ally que la matara. Ally  sin embargo, se niega. Kai, quien se ha vuelto cada vez más paranoico por la desaparición de Speedwagon, es mostrada por Ally, el dispositivo de grabación que encontró dos días antes. Ella continúa explicando que ella mató a Speedwagon después de enterarse de que él era un informante de la policía que se infiltró en el culto para evitar cargos de drogas. Ally también le dice que Winter fue inocente todo el tiempo y al mismo tiempo alentó a Kai a canalizar su ira y terminar el plan en su memoria. Sin embargo, en la noche en que los asesinatos ocurrirán, Ally traiciona a Kai permitiendo que el FBI asalte el santuario. Ella y Beverly son capturados mientras Kai es sacado, quien luego se da cuenta de que Ally lo preparó.
Once meses después, Kai es encarcelado manipula a la guardia Gloria Whitmore (Liz Jenkins) y a sus compañeros de celda Croutchy y Trevor (Ian Bamberg) para ayudarlo a escapar de la prisión.
Mientras tanto, Ally se ha convertido en una celebridad desde su fuga y se postula para la posición política por la que Kai tenía la intención de hacer campaña. Beverly la visita, quien confiesa que teme posibles represalias por parte de Kai, pero Ally la convence de lo contrario. Ally continúa explicando que el FBI se le acercó mientras estaba comprometida, ofreciéndole inmunidad a cambio de Kai. Luego, Ally procede a invitar a Beverly, quien ya no es reportera y ahora trabaja como camarera, para la fiesta de cumpleaños de Oz (Cooper Dosdon) el próximo fin de semana. En la fiesta, Ally recibe una llamada telefónica por cobrar de Kai, quien jura venganza contra ella.
Más tarde, Ally le muestra a Beverly su anuncio de campaña y revela que ingresará al Senado en una misión para desmantelar el sistema bipartidista. Beverly informa que los grupos focales han respondido favorablemente a Ally como candidata, aunque aún sigue en las encuestas ya que no se la ve como experimentada o fuerte. Ally se burla diciendo que "falta de experiencia" es un código para tener miedo de una mujer fuerte. Ella enfatiza que mostrará su fuerza en su próximo debate con el senador Jackson (Dennis Cockrum).
En el debate, Ally se defiende contra Jackson hasta que Kai llega para "hacer una pregunta". Armado con un arma proporcionada por Gloria, procede a tomar crédito por el éxito de Ally y le dice que las mujeres deben aprender su lugar. Sin embargo, cuando intenta matar a Ally, se revela que el arma está vacía y la verdadera lealtad de Gloria a Ally queda expuesta. Ally se burla de Kai, diciendo que una "mujer desagradable" es más peligrosa que un "hombre humillado", poco antes de que Beverly le dispare a Kai por la cabeza desde atrás.
Tiempo después, se ve a Ally acostando a Oz. Luego se pone una capa antes de salir a la noche para asistir a una reunión con mujeres poderosas que quieren cambiar el sistema.

## Recepción
"Great Again" fue visto por 1.97 millones de personas durante su transmisión original, y obtuvo una calificación de 1.0 entre los adultos de 18 a 49 años. El episodio recibió críticas mayormente positivas de los críticos. En Rotten Tomatoes, "Great Again" tiene un índice de aprobación del 71%, basado en 17 comentarios con un promedio de 7.36 sobre 10.